# Elezioni generali in Sudafrica del 2004
Le elezioni generali in Sudafrica del 2004 si tennero il 14 aprile per il rinnovo dell'Assemblea nazionale.

## Risultati
| Liste                                  | Voti       | %     | Seggi |
| -------------------------------------- | ---------- | ----- | ----- |
| Congresso Nazionale Africano           | 10 880 915 | 69,69 | 279   |
| Alleanza Democratica                   | 1 931 201  | 12,37 | 50    |
| Partito della Libertà Inkata           | 1 088 664  | 6,97  | 28    |
| Movimento Democratico Unito            | 355 717    | 2,28  | 9     |
| Democratici Indipendenti               | 269 765    | 1,73  | 7     |
| Nuovo Partito Nazionale                | 257 824    | 1,65  | 7     |
| Partito Democratico Cristiano Africano | 250 272    | 1,60  | 7     |
| Fronte della Libertà Più               | 139 465    | 0,89  | 4     |
| Partito Democratico Cristiano Unito    | 117 792    | 0,75  | 3     |
| Congresso Panafricano                  | 113 512    | 0,73  | 3     |
| Fronte della Minoranza                 | 55 267     | 0,35  | 2     |
| Organizzazione Popolare Azana          | 39 116     | 0,25  | 1     |
| Altri                                  | 113 161    | 0,72  | –     |
| Totale                                 | 15 612 671 | 100   | 400   |